# 国民体育大会軟式野球競技
国民スポーツ大会軟式野球競技（こくみんたいいくたいかいなんしきやきゅうきょうぎ）とは、全日本軟式野球連盟に所属する各都道府県支部の予選大会で優勝し、全国9つのブロック大会で勝ち残った31チームと開催地の1チームの合計32チームで争うトーナメントである。参加資格はその年の4月1日現在おいて18歳以上であること。ただし、生徒は除く。2007年まで国民体育大会軟式野球競技会（一般A、一般B、成年）として実施されていたが、国民体育大会の主催団体である(財)日本体育協会による会場確保とコストの両面における見直しの結果、2008年から軟式野球は成年男子として一本化されることとなった。なお、2013年の東京大会からは、毎年開催から隔年開催に格下げされることが日本体協理事会で決定している。

## ブロック大会区分及び選出チーム数
| ブロック名 | 都道府県名                                       | 成年男子 |
| ---------- | ------------------------------------------------ | -------- |
| 北海道     | 北海道                                           | 1        |
| 東北       | 青森、岩手、宮城、秋田、山形、福島               | 4        |
| 関東       | 茨城、栃木、群馬、千葉、東京、埼玉、神奈川、山梨 | 5        |
| 北信越     | 新潟、長野、富山、石川、福井                     | 3        |
| 東海       | 静岡、愛知、三重、岐阜                           | 3        |
| 近畿       | 滋賀、京都、大阪、兵庫、奈良、和歌山             | 4        |
| 中国       | 鳥取、島根、岡山、広島、山口                     | 3        |
| 四国       | 香川、徳島、愛媛、高知                           | 3        |
| 九州       | 福岡、佐賀、長崎、熊本、大分、宮崎、鹿児島、沖縄 | 5        |
| 開催地     | 開催地                                           | 1        |
| 計         | 計                                               | 32       |

## 歴代優勝チーム
| 年度   | 回 | 開催地 | 優勝チーム                                 |
| ------ | -- | ------ | ------------------------------------------ |
| 2008年 | 63 | 大分   | 京葉銀行（千葉）                           |
| 2009年 | 64 | 新潟   | 日亜鋼業（兵庫）                           |
| 2010年 | 65 | 千葉   | 松戸市役所（千葉）、佐川印刷（京都）       |
| 2011年 | 66 | 山口   | ニッセイ（愛知）                           |
| 2012年 | 67 | 岐阜   | ニッセイ（愛知）                           |
| 2013年 | 68 | 東京   | 大阪市信用金庫（大阪）                     |
| 2014年 | 69 | 長崎   | 旭鋼管工業（埼玉）                         |
| 2015年 | 70 | 和歌山 | パイオニア（埼玉）                         |
| 2016年 | 71 | 岩手   | 日立オートモティブシステムズ厚木（神奈川） |
| 2017年 | 72 | 愛媛   | 和合病院（愛知）                           |
| 2018年 | 73 | 福井   | 大阪シティ信用金庫（大阪）                 |
| 2019年 | 74 | 茨城   | 和合病院（愛知）                           |

※2010年は雨天による日程変更のため決勝を中止、両チーム優勝。
第62回大会以前の結果については国民体育大会軟式野球競技会一般A、一般B、成年を参照のこと。

## 2013年隔年開催問題
2008年12月、国体の実施競技見直しを検討している日本体協のプロジェクトチームが一部競技を「隔年実施」とする改革案をまとめ、軟式野球をはじめ4競技（なぎなた、銃剣道、トライアスロン）を「隔年」にランク付けした。改革案は国体委員会で審議し、早ければ2013年の東京大会からの導入を目指す。プロジェクトチームは同一年に実施する正式競技を冬季3競技を含めた現行の40競技とし、参加を希望した51競技（既に実施の40競技含む）を45項目の評価ポイントでランク付けした。五輪競技は300点と重視し、相撲など伝統競技のほか、国内外の普及状況やジュニア強化体制も判断基準とし、トライアスロンを含むランク上位の41競技を正式競技で採用する方針を出した。これを（1）毎年実施（2）隔年実施（3）開催地選択―の3区分に振り分け、ランク下位の4競技が隔年実施で毎年2競技ずつの実施となる。ただし実施年から外れた2競技のうち1つは「開催地選択」の区分で救済されるため、毎年実施できないのは1競技だけになる見通しである。本大会の全体競技数は現行の37で変わらず、4年ごとに評価は見直す方針。公開競技の高校野球は別区分で実施される。
これに対し、全日本軟式野球連盟は抗議の署名活動を行っており、日本プロフェッショナル野球組織（NPB）や日本野球連盟（社会人硬式野球）も協力の姿勢を示している。